# العلاقات الغينية الكينية
العلاقات الغينية الكينية هي العلاقات الثنائية التي تجمع بين غينيا وكينيا.

## مقارنة بين البلدين
هذه مقارنة عامة ومرجعية للدولتين:
| وجه المقارنة                                              | غينيا       | كينيا                         |
| --------------------------------------------------------- | ----------- | ----------------------------- |
| المساحة (كم2)                                             | 245.86 ألف  | 581.31 ألف                    |
| عدد السكان (نسمة)                                         | 12.72 مليون | 48.47 مليون                   |
| الكثافة السكانية (ن./كم²)                                 | 51.74       | 83.38                         |
| العاصمة                                                   | كوناكري     | نيروبي                        |
| اللغة الرسمية                                             | لغة فرنسية  | اللغة السواحلية، لغة إنجليزية |
| العملة                                                    | فرنك غيني   | شيلينغ كيني                   |
| الناتج المحلي الإجمالي (بليون دولار)                      | 10.50 مليار | 74.94 مليار                   |
| الناتج المحلي الإجمالي (تعادل القوة الشرائية) بليون دولار | 15.24 مليار | 142.24 مليار                  |
| الناتج المحلي الإجمالي الاسمي للفرد دولار أمريكي          | 531         | 1.38 ألف                      |
| الناتج المحلي الإجمالي للفرد دولار أمريكي                 | 1.22 ألف    | 2.95 ألف                      |
| مؤشر التنمية البشرية                                      | 0.411       | 0.548                         |
| رمز المكالمات الدولي                                      | +224        | +254                          |
| رمز الإنترنت                                              | .gn         | .ke                           |
| المنطقة الزمنية                                           | 00          | ت ع م+03:00                   |

## منظمات دولية مشتركة
يشترك البلدان في عضوية مجموعة من المنظمات الدولية، منها:
| علم المنظمة | اسم المنظمة                                 | تاريخ انضمام غينيا | تاريخ انضمام كينيا |
| ----------- | ------------------------------------------- | ------------------ | ------------------ |
|             | مؤسسة التنمية الدولية                       | 26 سبتمبر 1969     | 3 فبراير 1964      |
|             | يونسكو                                      | 2 فبراير 1960      | 7 أبريل 1964       |
|             | وكالة ضمان الاستثمار متعدد الأطراف          | 5 أكتوبر 1995      | 28 نوفمبر 1988     |
|             | الأمم المتحدة                               | 12 ديسمبر 1958     | 16 ديسمبر 1963     |
|             | مجموعة دول أفريقيا والكاريبي والمحيط الهادئ | ?                  | ?                  |
|             | الفريق المعني برصد الأرض                    | ?                  | ?                  |
|             | الاتحاد البريدي العالمي                     | ?                  | ?                  |
|             | البنك الدولي للإنشاء والتعمير               | 28 سبتمبر 1963     | 3 فبراير 1964      |
|             | منظمة حظر الأسلحة الكيميائية                | ?                  | ?                  |
|             | مؤسسة التمويل الدولية                       | 22 أكتوبر 1982     | 3 فبراير 1964      |
|             | المركز الدولي لتسوية المنازعات الاستشارية   | 4 ديسمبر 1968      | 2 فبراير 1967      |
|             | منظمة التجارة العالمية                      | 25 أكتوبر 1995     | 1995               |
|             | منظمة الشرطة الجنائية الدولية               | ?                  | ?                  |
|             | الاتحاد الأفريقي                            | 1963               | 13 ديسمبر 1963     |
|             | البنك الإفريقي للتنمية                      | ?                  | ?                  |

## وصلات خارجية
- موقع وزارة الخارجية الكينية